# Georges Firmenich
Georges Firmenich (ur. 3 grudnia 1913) – szwajcarski żeglarz, olimpijczyk.
Na regatach rozegranych podczas Letnich Igrzysk Olimpijskich 1936 wystąpił w klasie 6 metrów. Załogę jachtu Ylliam II, który został zdyskwalifikowany, tworzyli również Alexandre Gelbert, Frédéric Firmenich, André Firmenich i Louis Noverraz.
Syn Frédérica i brat André, również żeglarzy-olimpijczyków.